# Arkadiusz Janicki
Arkadiusz Krzysztof Janicki (ur. 19 kwietnia 1972 w Elblągu) – polski historyk, dr hab. nauk humanistycznych, profesor uczelni Instytutu Historii i dziekan Wydziału Historycznego Uniwersytetu Gdańskiego.

## Życiorys
20 kwietnia 2001 obronił pracę doktorską Studenci polscy na Politechnice Ryskiej w latach 1862-1918, 28 maja 2012 habilitował się na podstawie pracy zatytułowanej Kurlandia w latach 1795-1915. Z dziejów guberni i jej polskiej mniejszości. Został zatrudniony na stanowisku adiunkta w Wyższej Szkole Finansów i Administracji w Gdyni, oraz w Instytucie Historii na Wydziale Filologicznym i Historycznym Uniwersytetu Gdańskiego.
Jest profesorem uczelni Instytutu Historii, a także członkiem Rady Dyscypliny Naukowej – Historii Uniwersytetu Gdańskiego.
Był dyrektorem w Instytucie Historii na Wydziale Historycznym Uniwersytetu Gdańskiego. Obecnie jest dziekanem tego Wydziału.